# Condado de Monmouth
El condado de Monmouth (en inglés: Monmouth County), fundado en 1675, es un condado en el estado estadounidense de Nueva Jersey. En el 2010 el condado tenía una población de 630,380 habitantes en una densidad poblacional de 366 personas por km². La sede del condado es Freehold.

## Geografía
Según la Oficina del Censo, el condado tiene un área total de 1722 km² (664,9 mi²), de la cual 1222 km² (471,8 mi²) es tierra y 500 km² (193,1 mi²) (29.04%) es agua.

### Condados adyacentes
| - Condado de Middlesex (Nueva Jersey) - noroeste - Condado de Ocean (Nueva Jersey) - sur - Condado de Burlington (Nueva Jersey) - suroeste | - Condado de Mercer (Nueva Jersey) - oeste - Condado de Richmond (Nueva York) - norte - Condado de Queens (Nueva York) - noreste |

## Demografía
En el 2007 la renta per cápita promedia del condado era de $64,271, y el ingreso promedio para una familia era de $76,823. En 2000 los hombres tenían un ingreso per cápita de $55,030 versus $35,415 para las mujeres. El ingreso per cápita para el condado era de $31,149 y el 6.30% de la población estaba bajo el umbral de pobreza nacional.

## Localidades

### Ciudades
Asbury Park |
Long Branch

### Boroughs
Allenhurst |
Allentown |
Atlantic Highlands |
Avon-by-the-Sea |
Belmar |
Bradley Beach |
Brielle |
Deal |
Eatontown |
Englishtown |
Fair Haven |
Farmingdale |
Freehold |
Highlands |
Interlaken |
Keansburg |
Keyport |
Lake Como |
Little Silver |
Manasquan |
Matawan |
Monmouth Beach |
Neptune City |
Oceanport |
Red Bank |
Roosevelt |
Rumson |
Sea Bright |
Sea Girt |
Shrewsbury |
Spring Lake |
Spring Lake Heights |
Tinton Falls |
Union Beach |
West Long Branch

### Villas
Loch Arbour

### Municipios
Aberdeen |
Colts Neck |
Freehold |
Hazlet |
Holmdel |
Howell |
Manalapan |
Marlboro |
Middletown |
Millstone |
Neptune |
Ocean |
Shrewsbury |
Upper Freehold |
Wall

### Lugares designados por el censo
Allenwood |
Belford |
Cliffwood Beach |
East Freehold |
Fairview |
Leonardo |
Lincroft |
Morganville |
Navesink |
North Middletown |
Oakhurst |
Ocean Grove |
Port Monmouth |
Ramtown |
Robertsville |
Shark River Hills |
Strathmore |
Wanamassa |
West Belmar |
West Freehold |
Yorketown

### Áreas no incorporadas
Adelphia |
Clarksburg |
Cliffwood |
Colonial Terrace |
Cream Ridge |
Elberon |
Holmeson |
Imlaystown |
Locust |
New Monmouth |
Perrineville |
Polhemustown |
Port-au-peck |
River Plaza |
Sandy Hook |
Wayside |
West Allenhurst |
Wickatunk